# Kanton Sedan-Ouest
Der Kanton Sedan-Ouest war bis 2015 ein französischer Wahlkreis im Arrondissement Sedan, im Département Ardennes und in der Region Champagne-Ardenne; sein Hauptort (frz.: chef-lieu) war Sedan. Die landesweiten Änderungen in der Zusammensetzung der Kantone brachten im März 2015 seine Auflösung. Vertreterin im Generalrat des Départements war zuletzt Evelyne Welter.

## Gemeinden
Der Kanton bestand aus elf Gemeinden und einem Teil von Sedan:
1. Bosseval-et-Briancourt
2. Chéhéry
3. Cheveuges
4. Donchery
5. Noyers-Pont-Maugis
6. Saint-Aignan
7. Saint-Menges
8. Sedan
9. Thelonne
10. Villers-sur-Bar
11. Vrigne-aux-Bois
12. Wadelincourt

## Bevölkerungsentwicklung
| 1990   | 1999   | 2012   |
| ------ | ------ | ------ |
| 16 535 | 16 076 | 15.557 |